# Colorado Territory
Colorado Territory és una pel·lícula estatunidenca dirigida per Raoul Walsh i estrenada l'any 1949.

## Repartiment
- Joel McCrea: Wes McQueen
- Virginia Mayo: Colorado Carson
- Dorothy Malone: Julie Ann Winslow
- Henry Hull: Fred Winslow
- John Archer: Reno Blake
- James Mitchell: Duke Harris
- Morris Ankrum: El marshal
- Basil Ruysdael: Dave Richard
- Frank Puglia: Germà Thomas
- Ian Wolfe: Wallace
- William Killian: El xèrif